# 4.º Exército Panzer (Alemanha)
O 4.º Exército Panzer (alemão: 4.Panzer-Armee) era, antes de ser designado como exército, o Grupo 4 Panzer (Panzergruppe 4), uma unidade blindada alemã que lutou na Segunda Guerra Mundial, na invasão da França e na frente oriental da guerra.
Nos primórdios da Operação Barbarossa, a invasão da URSS, o Grupo Panzer fazia parte do Grupo de Exércitos Norte e consistia do XXXXI e LV corpos de exército motorizados, com três divisões panzer e duas divisões de infantaria motorizada, equipadas com 631 tanques. Foi a ponta de lança do avanço até Leningrado, até ser transferido para o Grupo de Exércitos Centro, para ajudar na tomada de Moscou.
O 4.º Exército Panzer, junto com o 2.º Panzer de Heinz Guderian, destruiu incontáveis unidades soviéticas até ser contido às portas de Moscou.
Em 1942, ele se tornou parte do Grupo de Exércitos B e algumas de suas divisões, principalmente a 24.ª Panzer, foi cercada e destruída na Batalha de Stalingrado. Sob o comando do general Hoth, o que sobrou do exército blindado que se encontrava fora do cerco, falhou em romper o sítio às tropas sitiadas na cidade, na contra-ofensiva comandada pelo general Erich von Manstein e bateu em retirada, deixando as tropas de Stalingrado entregues à rendição ao inimigo.
O 4.º Exército, então reforçado, foi a ponta de lança das forças alemães na Batalha de Kursk, em 5 de julho de 1943, a maior batalha de blindados da história, onde sofreu pesadas baixas, e a última ofensiva alemã na frente oriental.
Após esta batalha, restou aos corpos blindados alemães o combate na defensiva até o fim da guerra, o que fez o 4.º Panzer, que se rendeu em maio de 1945 na Checoslováquia.

## Comandantes
| Comandante                                   | Data                                         |
| -------------------------------------------- | -------------------------------------------- |
| Generaloberst Erich Hoepner                  | 1 de janeiro de 1942 - 8 de janeiro de 1942  |
| Generaloberst Richard Ruoff                  | 8 de janeiro de 1942 - 31 de maio de 1942    |
| Generaloberst Hermann Hoth                   | 31 de maio de 1942 - 26 de novembro de 1943  |
| Generaloberst Erhard Raus                    | 26 de novembro de 1943 - 18 de maio de 1944  |
| Generaloberst Josef Harpe                    | 18 de maio de 1944 - 28 de junho de 1944     |
| General der Panzertruppe Walther Nehring     | 28 de junho de 1944 - 5 de agosto de 1944    |
| General der Panzertruppe Hermann Balck       | 5 de agosto de 1944 - 21 de setembro de 1944 |
| General der Panzertruppe Fritz-Hubert Gräser | 21 de setembro de 1944 - 8 de maio de 1945   |

## Oficiais de operações
| Oberst Walter Chales de Beaulieu        | 1 de janeiro de 1942 - 8 de janeiro de 1942     |
| Generalmajor Hans Röttiger              | 8 de janeiro de 1942 - 27 de abril de 1942      |
| Generalmajor Julius von Bernuth         | 27 de abril de 1942 - 12 de julho de 1942 (KIA) |
| Generalleutnant Friedrich Fangohr       | 15 de julho de 1942 - 15 de junho de 1944       |
| Oberst Georg Schulze-Büttger            | 15 de junho de 1944 - 20 de agosto de 1944      |
| Oberst Friedrich-Wilhelm von Mellenthin | 20 de agosto de 1944 - 11 de setembro de 1944   |
| Oberst Christian Müller                 | 11 de setembro de 1944 - 25 de janeiro de 1945  |
| Generalmajor Wilhelm Knüppel            | 25 de janeiro de 1945 - 8 de maio de 1945       |

| Oberstleutnant Joachim von Schön-Angerer     | 1 de janeiro de 1942 - 15 de maio de 1943  |
| Oberst Christian Müller                      | 15 de maio de 1943 - 30 de março de 1944   |
| Oberstleutnant Georg Graf zu Castell-Castell | 30 de março de 1944 - 25 de abril de 1944  |
| Oberst Christian Müller                      | 25 de abril de 1944 - junho de 1944        |
| Oberstleutnant Arthur von Platen             | junho de 1944 - setembro de 1944           |
| Major Friedrich-Wilhelm Voss                 | setembro de 1944 - 10 de setembro de 1944  |
| Oberst Klaus Müller                          | 10 de setembro de 1944 - 8 de maio de 1945 |

## Ordem de Batalha
2 de janeiro de 1942
VII Corpo de Exército
7.ª Divisão de Infantaria
267.ª Divisão de Infantaria
197.ª Divisão de Infantaria
3.ª Divisão de Infantaria (mot)
255.ª Divisão de Infantaria
Französische Regiment
IX Corpo de Exército
87.ª Divisão de Infantaria
20.ª Divisão Panzer
18.ª Divisão de Infantaria
252.ª Divisão de Infantaria
XXXXVI Corpo de Exército (mot)
SS-Division “Reich” + 10.ª Divisão Panzer (parte)
5.ª Divisão Panzer + 11.ª Divisão Panzer
V Corpo de Exército
35.ª Divisão de Infantaria
6.ª Divisão Panzer + 106.ª Divisão de Infantaria
23.ª Divisão de Infantaria
3.º Exército Panzer (subordinado ao 4.º Exército Panzer)
22 de abril de 1942
À disposição do 4.º Exército Panzer
267.ª Divisão de Infantaria
213. Sicherungs-Division (parte)
XX Corpo de Exército (com Gruppe Thoma)
17.ª Divisão de Infantaria (maior parte)
20.ª Divisão Panzer (maior parte)
2/3 255.ª Divisão de Infantaria
183.ª Divisão de Infantaria
292.ª Divisão de Infantaria
258.ª Divisão de Infantaria
IX Corpo de Exército
7.ª Divisão de Infantaria (maior parte)
197.ª Divisão de Infantaria
78.ª Divisão de Infantaria + 20.ª Divisão Panzer
252.ª Divisão de Infantaria + 1/3 255.ª Divisão de Infantaria + 7.ª Divisão de Infantaria (parte) + 11.ª Divisão Panzer (parte)
35.ª Divisão de Infantaria + 78.ª Divisão de Infantaria (parte) + 11.ª Divisão Panzer (parte) + 23.ª Divisão de Infantaria (parte)
V Corpo de Exército
15.ª Divisão de Infantaria (maior parte)
5.ª Divisão Panzer (maior parte)
3.ª Divisão de Infantaria (maior parte)
23.ª Divisão de Infantaria (maior parte)
24 de junho de 1942
XXIV Corpo de Exército (maior parte)
377.ª Divisão de Infantaria
9.ª Divisão Panzer
3.ª Divisão de Infantaria (maior parte)
XIII Corpo de Exército
82.ª Divisão de Infantaria
2/3 385.ª Divisão de Infantaria
11.ª Divisão Panzer
XXXXVIII Corpo de Exército (maior parte)
Divisão de Infantaria Großdeutschland
24.ª Divisão Panzer
15 de novembro de 1942
À disposição do 4.º Exército Panzer
16.ª Divisão de Infantaria (maior parte)
29.ª Divisão de Infantaria (maior parte)
VII Corpo de Exército Romeno
8.ª Brigada de Cavalaria Romena
5.ª Brigada de Cavalaria Romena
VI Corpo de Exército Romeno
4.ª Divisão de Infantaria
1.ª Divisão de Infantaria
2.ª Divisão de Infantaria
18.ª Divisão de Infantaria
IV Corpo de Exército
20.ª Divisão de Infantaria
297.ª Divisão de Infantaria
371.ª Divisão de Infantaria
1 de janeiro de 1943
À disposição do 4.º Exército Panzer
½ 16.ª Divisão de Infantaria (maior parte)
15. Luftwaffen-Feld-Division
LVII Corpo Panzer
17.ª Divisão Panzer
23.ª Divisão Panzer
SS-Division “Wiking” (in transit)
½ 16.ª Divisão de Infantaria (maior parte)
4.º Exército Romeno (subordinado ao 4.º Exército Panzer)
7 de julho de 1943
II Corpo Panzer SS
SS-Panzergrenadier-Division “Totenkopf”
SS-Panzergrenadier-Division “Das Reich”
SS-Panzergrenadier-Division “Leibstandarte SS Adolf Hitler”
1/3 167.ª Divisão de Infantaria
XXXXVIII Corpo Panzer
3.ª Divisão Panzer
11.ª Divisão Panzer
167.ª Divisão de Infantaria
Panzer-Grenadier-Division “Großdeutschland”
LII Corpo de Exército
332.ª Divisão de Infantaria
255.ª Divisão de Infantaria
57.ª Divisão de Infantaria
20 de novembro de 1943
À disposição do 4.º Exército Panzer
2. Fallschirmjger-Division (em transito)
XXIV Corpo Panzer
112.ª Divisão de Infantaria + Kampfgruppe 255.ª Divisão de Infantaria
168.ª Divisão de Infantaria + 223.ª Divisão de Infantaria (restante)
34.ª Divisão de Infantaria
3.ª Divisão Panzer
10. Panzer-Grenadier-Division
VII Corpo de Exército
82.ª Divisão de Infantaria
75.ª Divisão de Infantaria
198.ª Divisão de Infantaria
2. SS-Panzer-Division “Das Reich”
XXXXVIII Corpo Panzer
25.ª Divisão Panzer
19.ª Divisão Panzer
1. SS-Panzer-Division “Leibstandarte SS Adolf Hitler”
1.ª Divisão Panzer
7.ª Divisão Panzer
Armeeabteilung Mattenklott
26 de dezembro de 1943
À disposição do 4.º Exército Panzer
20. Panzer-Grenadier-Division (reestruturando)
18. Artillerie-Division
454. Sicherungs-Division
XXIV Corpo Panzer
112.ª Divisão de Infantaria
34.ª Divisão de Infantaria
82.ª Divisão de Infantaria
VII Corpo de Exército
75.ª Divisão de Infantaria
198.ª Divisão de Infantaria
88.ª Divisão de Infantaria
XXXXII Corpo de Exército
25.ª Divisão Panzer
168.ª Divisão de Infantaria
XXXXVIII Corpo Panzer
19.ª Divisão Panzer
8.ª Divisão Panzer
Kampfgruppe 2. SS-Panzer-Division “Das Reich”
1. SS-Panzer-Division “Leibstandarte SS Adolf Hitler”
1.ª Divisão Panzer
XIII Corpo de Exército
68.ª Divisão de Infantaria
Gruppe 213. Sicherungs-Division
340.ª Divisão de Infantaria
Kampfgruppe 208.ª Divisão de Infantaria + Kavallerie-Regiment Süd
Kampfgruppe 7.ª Divisão Panzer
LIX Corpo de Exército
291.ª Divisão de Infantaria
Korps-Abteilung C (Divisionsgruppen 183, 217, 339)
15 de abril de 1944
XXXXVIII Corpo Panzer
359.ª Divisão de Infantaria
9.ª Divisão Panzer SS Hohenstaufen + Kampf-Verband Oberst Friebe
357.ª Divisão de Infantaria
349.ª Divisão de Infantaria
XIII Corpo de Exército
454. Sicherungs-Division
Korps-Abteilung C (Divisionsgruppen 183, 217, 339)
361.ª Divisão de Infantaria + Stab 213. Sicherungs-Division
Kampfgruppe General Brenner + Sperr-Verband Oberst von Prittwitz
Kampfgruppe von Radowitz (8.ª Divisão Panzer)
340.ª Divisão de Infantaria
XXXII Corpo de Exército z.b.V.
72.ª Divisão de Infantaria
214.ª Divisão de Infantaria
15 de maio de 1944
À disposição do 4.º Exército Panzer
1.ª Divisão Panzer
XXXXVIII Corpo Panzer
359.ª Divisão de Infantaria
96.ª Divisão de Infantaria
357.ª Divisão de Infantaria
349.ª Divisão de Infantaria
XIII Corpo de Exército
Kampfgruppe 454. Sicherungs-Division
Korps-Abteilung C (Divisionsgruppen 183, 217, 339)
361.ª Divisão de Infantaria
Kampfgruppe Oberst Lenz
340.ª Divisão de Infantaria
2/3 72.ª Divisão de Infantaria
214.ª Divisão de Infantaria
1/3 72.ª Divisão de Infantaria
15 de junho de 1944
À disposição do 4.º Exército Panzer
454. Sicherungs-Division
4.ª Divisão Panzer
5.ª Divisão Panzer
28. Jäger-Division
XIII Corpo de Exército
Korps-Abteilung C (Divisionsgruppen 183, 217, 339)
361.ª Divisão de Infantaria
340.ª Divisão de Infantaria
XXXXII Corpo de Exército z.b.V.
291.ª Divisão de Infantaria
88.ª Divisão de Infantaria
72.ª Divisão de Infantaria
214.ª Divisão de Infantaria
LVI Corpo Panzer
1. Skijäger-Division
253.ª Divisão de Infantaria
131.ª Divisão de Infantaria
432.ª Divisão de Infantaria
26.ª Divisão de Infantaria
15 de julho de 1944
À disposição do 4.º Exército Panzer
213. Sicherungs-Division
253.ª Divisão de Infantaria
168.ª Divisão de Infantaria (parte em trânsito)
XXXXVI Corpo Panzer
340.ª Divisão de Infantaria
291.ª Divisão de Infantaria
17.ª Divisão Panzer
16.ª Divisão Panzer
XXXXII Corpo de Exército
88.ª Divisão de Infantaria
72.ª Divisão de Infantaria
214.ª Divisão de Infantaria
LVI Corpo Panzer
1. Skijäger-Division
342.ª Divisão de Infantaria
26.ª Divisão de Infantaria
VIII Corpo de Exército
5. Jäger-Division
211.ª Divisão de Infantaria
12.ª Divisão de Infantaria Húngara
15 de agosto de 1944
III Corpo Panzer
304.ª Divisão de Infantaria
20. Panzer-Grenadier-Division
16.ª Divisão Panzer
97. Jäger-Division
17.ª Divisão Panzer
XXXXVIII Corpo Panzer
213. Sicherungs-Division (restante)
1.ª Divisão Panzer
3.ª Divisão Panzer
23.ª Divisão Panzer
XXXXII Corpo de Exército
88.ª Divisão de Infantaria + Grenadier-Brigade 1133
Kampfgruppe 72.ª Divisão de Infantaria
291.ª Divisão de Infantaria + Grenadier-Brigade 1135
342.ª Divisão de Infantaria
LVI Corpo Panzer
1. Skijäger-Division
253.ª Divisão de Infantaria
26.ª Divisão de Infantaria
214.ª Divisão de Infantaria
28 de setembro de 1944
À disposição do 4.º Exército Panzer
253.ª Divisão de Infantaria
XXXXVIII Corpo Panzer
304.ª Divisão de Infantaria
20. Panzer-Grenadier-Division
16.ª Divisão Panzer
XXXXII Corpo de Exército
291.ª Divisão de Infantaria
17.ª Divisão Panzer
88.ª Divisão de Infantaria
72.ª Divisão de Infantaria
LVI Corpo Panzer
342.ª Divisão de Infantaria
214.ª Divisão de Infantaria
13 de outubro de 1944
XXXXVIII Corpo Panzer
304.ª Divisão de Infantaria
20. Panzer-Grenadier-Division
16.ª Divisão Panzer
XXXXII Corpo de Exército
291.ª Divisão de Infantaria
17.ª Divisão Panzer
88.ª Divisão de Infantaria
72.ª Divisão de Infantaria
LVI Corpo Panzer
342.ª Divisão de Infantaria
214.ª Divisão de Infantaria
26 de novembro de 1944
XXXXVIII Corpo Panzer
304.ª Divisão de Infantaria
68.ª Divisão de Infantaria
XXXXII Corpo de Exército
291.ª Divisão de Infantaria
88.ª Divisão de Infantaria
72.ª Divisão de Infantaria
342.ª Divisão de Infantaria
LVI Corpo Panzer
214.ª Divisão de Infantaria
17.ª Divisão de Infantaria
Hungarian 5th Reserve Division
31 de dezembro de 1944
XXXXVIII Corpo Panzer
304.ª Divisão de Infantaria
68.ª Divisão de Infantaria
168.ª Divisão de Infantaria
XXXXII Corpo de Exército
291.ª Divisão de Infantaria
88.ª Divisão de Infantaria
72.ª Divisão de Infantaria
342.ª Divisão de Infantaria
Heeres-Pionier-Brigade 70
26 de janeiro de 1945
À disposição do 4.º Exército Panzer
100. Jäger-Division (in transit)
VIII Corpo de Exército
Kampfgruppe 168.ª Divisão de Infantaria
Division Nr. 408
269.ª Divisão de Infantaria
1 de março de 1945
À disposição do 4.º Exército Panzer
Festung Glogau
Kampfgruppe 16.ª Divisão Panzer
Corpo Panzer Großdeutschland
Divisionsstab z.b.V. 615
21.ª Divisão Panzer (maior parte)
Kampfgruppe Panzer-Grenadier-Division “Brandenburg”
Kampfgruppe Fallschirm-Panzer-Division 1 “Hermann Göring”
Kampfgruppe 20. Panzer-Grenadier-Division
V Corpo de Exército
Kampfgruppe 342.ª Divisão de Infantaria
Kampfgruppe 72.ª Divisão de Infantaria
275.ª Divisão de Infantaria
XXXX Corpo Panzer
Kampfgruppe 25.ª Divisão Panzer
Divisionsstab Matterstock
SS-Brigade “Dirlewanger”
Divisionsstab z.b.V. 608 + 35. SS- und Polizei-Grenadier-Division
Brigade z.b.V. 100
12 de abril de 1945
LVII Corpo Panzer
6. Volks-Grenadier-Division
72.ª Divisão de Infantaria
Corpo Panzer Großdeutschland
Panzer-Grenadier-Division “Brandenburg”
Divisionsstab z.b.V. 615
Kampfgruppe 545. Volks-Grenadier-Division
Panzer-Ausbildungs-Verband “Böhmen”
Korpsgruppe General der Artillerie Moser
Division Nr. 193
Division Nr. 404
Division Nr. 463
V Corpo de Exército
344.ª Divisão de Infantaria
Kampfgruppe 36. Waffen-Grenadier-Division der SS
214.ª Divisão de Infantaria
275.ª Divisão de Infantaria
Kampfgruppe 35. SS- und Polizei-Grenadier-Division
30 de abril de 1945
À disposição do 4º Exército Panzer
269.ª Divisão de Infantaria
LVII Corpo Panzer
6. Volks-Grenadier-Division
72.ª Divisão de Infantaria
17.ª Divisão de Infantaria
Gruppe Kohlsdorfen
Divisionsstab z.b.V. 615
Divisionsstab z.b.V. 464 + Kampfgruppe 545. Volks-Grenadier-Division
Corpo Panzer Großdeutschland
Fallschirm-Panzer-Division 1 “Hermann Göring”
Panzer-Grenadier-Division “Brandenburg”
20.ª Divisão Panzer
Korpsgruppe General der Artillerie Moser (subordinado ao Corpo Panzer Großdeutschland)
Division Nr. 193
Division Nr. 404
Fallschirm-Panzerkorps “Hermann Göring”
Fallschirm-Panzergrenadier-Division 2 “Hermann Göring”
Kampfgruppe “Frundsberg” (remnants 10. SS-Panzer-Division, Führer-Begleit-Division, 344.ª Divisão de Infantaria)
LXXXX Corpo de Exército
Division Nr. 464
Division Nr. 469
Division Nr. 404
Kampfkommandant Chemnitz
Stellvertretendes IV. Armeekorps (Wehrkreis IV)
Kampfkommandant Dresden
30 de novembro de 1942
Ost-Kompanie 552 (6 x le.MG, 2 x s.MG, 2 x s.Gr.W.)
IV Corpo de Exército
Kosaken Kompanie 404 (6 x le.MG)
1. Kalmücken Kavallerie-Schwadron/66 (9 x le.MG)
2. Kalmücken Kavallerie-Schwadron/66 (9 x le.MG)
30 de abril de 1943
5. Turkestanische Nachschub-Kompanie/600 (S: 235/9; B: 8 x le.MG)
5. Armenische Nachschub-Kompanie/619 (S: 249/9; B: 8 x le.MG)
4. Georgische Nachschub-Kompanie/606 (S: 232/9; B: 8 x le.MG)
5 de maio de 1943
5. Turkestanische Nachschub-Kompanie/606
5. Armenische Nachschub-Kompanie/619
4. Georgische Nachschub-Kompanie/606
6. Turkestanische Nachschub-Kompanie/606 (from 22 June 1943)
5 de setembro de 1943
3. Armenische Nachschub-Kompanie/606
4. Georgische Nachschub-Kompanie/606
5. Turkestanische Nachschub-Kompanie/606
6. Turkestanische Nachschub-Kompanie/606
5. Armenische Nachschub-Kompanie/619
4. Georgische Straßenbau-Kompanie/407
Aserbeidschanische Bau-Kompanie 81
5. Turkestanische Bau-Kompanie/217
XXXXVIII Corpo Panzer
Ost-Nachschub-Kompanie 448
XXIV Corpo Panzer
Ost-Kompanie 10 (com 10. Panzergrenadier-Division)
Ost-Kompanie 34 (com 34.ª Divisão de Infantaria)
LII Corpo de Exército
Ost-Reiter-Schwadron 57 (com 57.ª Divisão de Infantaria)
Kosaken-Infanterie-Kompanie 157 (com 57.ª Divisão de Infantaria)
Ost-Banden-Jagd-Zug 255 (com 255.ª Divisão de Infantaria)
VII Corpo de Exército
5. Turkestanische Bau-Kompanie/79
Ost-Reiter-Schwadron 168 (com 168.ª Divisão de Infantaria)
1. Ost-Bau-Kompanie/168 (com 168.ª Divisão de Infantaria)
2. Ost-Bau-Kompanie/168 (com 168.ª Divisão de Infantaria)
Ost-Propaganda-Kompanie (mot.) 670
Ost-Pionier-Kompanie 175 (com 75.ª Divisão de Infantaria)
22 de novembro de 1943
4. Georgische Straßenbau-Kompanie/407
6. Aserbeidschanische Bau-Kompanie/81
5. Turkestanische Bau-Kompanie/217
3. Armenische Nachschub-Kompanie/606
4. Georgische Nachschub-Kompanie/606
5., 6. Turkestanische Nachschub-Kompanie/606
5. Armenische Nachschub-Kompanie/619
XXIV Corpo Panzer
Ost-Kompanie 10
Ost-Kompanie 34
XXXXVIII Corpo Panzer
Ost-Nachschub-Kompanie 448
VII Corpo de Exército
Ost-Kompanie 407
Ost-Reiter-Schwadron 168
5. Turkestanische Bau-Kompanie/79
4. Ost-Nachschub-Kompanie/175
XIII Corpo de Exército
Ost-Kompanie 182
Ost-Kompanie 413
Ost-Kompanie 473
5. Turkestanische Bau-Kompanie/120
2. Turkestanische Bau-Kompanie/135
LIX Corpo de Exército
3. Armenische Bau-Kompanie/248
3. Armenische Bau-Kompanie/416